# Laviano
Laviano är en ort och kommun i provinsen Salerno i regionen Kampanien i Italien. Kommunen hade 1 373 invånare (2017).